# コードネーム (ボードゲーム)
コードネームは、チェコのヴラーダ・フヴァチル(en)によって2015年に考案されたボードゲームである。通常2人以上からなる2つのチームの対抗で行われるが、2,3人で行う特別ルールも存在する。

## ルール
コードネームは、配置された25のコードネームの中からボスのヒントをもとに自分のチームのエージェントを探すゲームである。
プレイヤーは赤と青の2つのチームに分かれる。各チームは1人のボス（ヒントを提示する役）とその他のプレイヤー（ヒントをもとにコードネームを当てる役）に分かれる。
ゲームには「コードネームが書かれたカード」「解答の配置が書かれたカード」「正体を識別するカード」の3種類を使用する。
ゲームを始める前に、「コードネームが書かれたカード」を25枚選び5×5の形に配置する。各カードには「ネコ」「ニンジン」「衛星」などの言葉が書かれている。配置されたコードネームは、各チームのエージェント（先攻9枚・後攻8枚）・一般人（7枚）・暗殺者（1枚）のどれかになる。
ゲーム開始前に配置が書かれたカードを1枚選ぶ。このカードには5×5のマス目が描かれており、赤・青・褐色・黒の4色で塗られている。マスは並べられたコードネームに対応している。
- 赤・青 - 各チームのエージェント
- 褐色 - 一般人
- 黒 - 暗殺者

このカードはボスだけが見られる。向きがわかるように、専用のスタンドが付属している。
各チームの手番のとき、ボスは自チームのエージェントを探すためのヒントを提示する。ヒントは「1単語」+「1つの数字」で構成される。単語はコードネームを探すための直接のヒントとなる。場に存在しない任意の単語を使用できる。数字はそのヒントから導かれる解答の数を表す。例えば「海外旅行」と「3」を提示した場合、「海外旅行」から推測される単語が3つある（例：「ドイツ」「飛行機」「大使館」）ことを意味する。数字は、そのターンにプレイヤーが選択できる単語数の上限を設定する。
ヒントが提示されたら、他のプレイヤーは場のカードの中から1つを指定する。
- 自チームのエージェントだった場合、続けて別のカードを指定できる。ただし、「ボスが提示した数字+1」を上限とする。次のカードを指定せずに手番を終えてもよい。
- 相手チームのエージェントや一般人だった場合、そこで手番が終了する。
- 暗殺者だった場合その時点でゲームは終了し、暗殺者を指定したチームの敗北となる。

どの場合でも、指定されたコードネームの上に識別用のカードを置く。
自チームのエージェントをすべて見つけたチームが勝利となる。

### ヒントの単語に関するルール
- 場にあるカードは使用できない。英語や日本語でいいかえてもいけない。例：「ネコ」があったら「ネコ」も「キャット」も使用できない。
- 場のカードを含む言葉・場のカードに含まれる言葉は使用できない。例：「ドイツ」があったら「ドイツ人」は使用できない。「億万長者」があったら「長者」は使用できない。
  - 場のカードに含まれていても関係ない言葉は使用できる。例：「ライオン」があっても「イオン」は使用できる。
- すでに答えられてマークが置かれているカードは場にないものとみなす。
- 単語の品詞は問わない。固有名詞も認められる。

## 評価
このゲームは2016年のドイツ年間ゲーム大賞を受賞している。
ボードゲームギークのランキングでは、総合で17位、パーティーゲーム部門で1位になっている。
このゲームは少なくとも25の言語で発売されている。

## コードネーム・ピクチャーズ
2016年に続編となるコードネーム・ピクチャーズが発売された。カードが文字ではなくイラストになっており、配置されるカードの枚数も5×4枚に減っている。パッケージカラーはオレンジ。
ルールに関しては通常のコードネームとほぼ同じであるが、カードの形は長方形から正方形に変更されている。識別用カードも同じように変わっている。
また、追加ルールとして、「暗殺者エンディング」が追加された。説明書曰く、「ビリヤードのナインボールに近い」とのこと。
このルールを採用すると、暗殺者を選択した際も即ゲームオーバーにはならず、踏んでしまった場合も、ヒント無しで正解し続ければ生き残ることができる。
また、あるチームがすべて正解を導きだした時点で終了にもならない。最後に暗殺者となる場所を当てなければならない。
ちなみに、元の言葉を用いるコードネームを混ぜた場合、以下の遊び方ができるようになっている。
- 配置の書かれたカードに5x5の物を使用する。この場合、識別用タイルをコードネームから利用すること。なお、ゲームマーケットのホビージャパンブースでは、ピクチャーズ用の追加タイルが販売されていたりする。** （余談だが、言葉を用いるコードネーム用の追加カードも販売されている。内容は日本版に伴い、日本風な言葉が記述されている。）
- ピクチャーズと通常版のカードを交互に(市松模様のように)配置し、プレーを行う。かなりの技量が要求されることだろう。

## コードネーム・デュエット
2017年、3作目(キャラクター等のコラボ除く)として、「コードネーム・デュエット」が発売された。パッケージカラーは緑。
デュエットは言葉版のコードネームを基にしており、新たな言葉のカードが両面印刷で200枚(400語)入っているため、この製品本体だけで遊ぶことが可能になっている。もちろん、既存のものと混ぜて遊んでも構わない、
元のコードネームは4人以上(2チームに分かれる)で対戦型であったが、デュエットの特徴として、その名前の通り「2人用」の「協力型」に大きくアレンジされている点が異なる。
それに伴い、プレイヤーの目標も、「お互いに持つ9つの正解を当ててもらう」というものに変更される。互いに9つの正解があるうち、3つは共通項の正解になっているため、25枚の中に指定されるべきカードが15枚存在する、ということになる。
デュエットになるにあたり、元のコードネームと以下の点で異なっている。
- 配置カード(正解、暗殺者、一般人の表示になるカード)が「両面印刷になっている」
- 暗殺者は3つに増えている
- 向かい合って座ることが必須
  - この仕組みにより、プレイヤーAとプレイヤーBで遊んでいる場合、プレイヤーAは「プレイヤーBの正誤」を、プレイヤーBは「プレイヤーAの正誤」を知っていることになる。
  - 加えて裏表では単純に反転させた形にはなっていない上に、並べられた25枚のカードは2人で共通のものを利用する。そのため、自分からみたある単語のカードが配置カードでは「正解」となっているのに対し、相手から見た同じ単語のカードは、「暗殺者」になっていたりもする。よって、「自分から見ている配置カードから、相手の配置カードの色内容を完全に把握すること」は不可能である。
    - （例えば「ウィキペディア」という単語カードがある。配置カードを見たとき、プレイヤーAから見て、そのカードが緑色で表示されていれば、「プレイヤーBが『ウィキペディア』を選んだ場合は『正解』」、ということになる。また、この時にプレイヤーBから見て、そのカードが亜麻色で表示されていれば、「プレイヤーAが『ウィキペディア』を選んだ場合は『一般人』」となる。このように、同じ単語でも、「2人のうちどちらのプレイヤーが選んだか」によって、結果が変わることになる。）

  - ただし、一切ランダムになっているわけでもなく、ある一定のルールに従って配置されてはいる。特に、配置には暗殺者になるマスが25マス中の3マスに振られており、「自分から見て暗殺者になっているカードは、相手から見て『正解』、『一般人』、『暗殺者』のいずれかになっている」、というルールがある。つまり、「自分の配置カードの中で黒く塗られた3枚のうち、どれかは正解」、という見方もできるし、逆手に取れば、「自分の配置カードの『正解』の中に1つ、『一般人』の中に1つ、『暗殺者』の中に1つ『暗殺者』がある」と考えることも可能である。アイデア系のボードゲームにしては珍しく、ゲームのシステムを利用しての推測が可能になっている。ただし、このシステムは「2人が向かい合って座り、カードを横長の向きにセットしている場合に適用される。」公式HPでも、FAQでこの点について解説されているので、遊ぶ場合は十分注意すること。
- タイムオーバーが存在する
- ヒントを出す役割と、正解を探す役割を互いに、交互に行う
- 1手番の宣言の枚数に上限はない
- 一般人の識別用タイルはない

### 時間トークン
デュエットには、専用コンポーネントとして「時間トークン」が入っており、両面印刷になっている。
時間トークンは、片方がフォルダにチェックマークの付いた、緑色の面、もう片方は通常のコードネームのような一般人のイラストの、亜麻色の面（追加用トークンは水色）になっている。
通常ゲームでは9つ使うが、熟練度に応じて、追加のトークンが2つあるため、それを足してもよい。
プレイヤーの「ターン」が終わるごとに、この時間トークンが1つ消費されていく。「ターン」というのは、片方が出題し、もう片方が正解を探す、という1回の手番を指す。
ターンが終了するのは、「正解を探す役割のプレイヤーが『パス』を宣言する」か、「『一般人』のカードを選ぶ」のどちらかになる。
『パス』を宣言する場合、少なくとも1枚を選んで正誤判定を行った後に宣言しなければならない。この場合、トークンの緑色の面を上にして、探す役割のプレイヤーの手元に置く。
一般人を選んでしまった場合、トークンの亜麻色の面を表にし、選んだカードの上に置く。この時、トークンには矢印が記されており、この矢印を「どちらから見て一般人なのか」を分かるように置いておく。これは、上記で説明した「配置カードが両面印刷」になっている仕組みのためである。よって、デュエットでは、「このトークンが2つ置かれて初めて正解でも暗殺者でもない」ことになる。
ターンが終わるたび、時間トークンが1つずつ消費されていく。ターンが終わるごとに、出題と回答を入れ替える。つまりどちらかは出題を1回多く行うことになる。プレイヤーの目的は「時間トークンを使い切ってしまう（厳密には、後述するエクストラターンを行って失敗する）までに、全体で15個ある正解を探すこと」である。つまり、クリアするためには9回中6回はいわゆる「2枚抜き」を成功せねばならない。
ただし通常のコードネームが、ヒントで指示された枚数+1までしか宣言できないのに対し、デュエットでは、間違えない限りいくらでも宣言ができる。極端に言えば、出題が「○○、2」でも、正解さえ続けてば9枚選ぶことができる。
時間トークンを使い切った場合、ここからエクストラターンに入る。この場合、追加のヒントは出さず、今までのヒントから推測して正解を探すことになる。交互に1つずつ選択し、失敗した場合に、初めてタイムオーバーによる敗北になる。

### キャンペーンモード
2人のプレイヤーで繰り返し遊ぶ場合、それを記録するためのシートが付属しているため、キャンペーンモードで遊ぶことが可能になった。起点となる都市からスタートし、クリアしたらその都市にチェックをつける。その後、線で結ばれたところのいずれかにジャンプし、全制覇を目指す。各都市には[x-y]の形式で、その都市の時間トークンについてのルールが記されている。
xは「今回使う時間トークンの個数」を示す。加えて、yは「使うトークンのうち、『一般人の面で置いておく』個数」を示す。例えば、8-3と記されている場合、8つの時間トークンを用意し、うち3つは一般人の面を上に向けておくことになる。
キャンペーンモードでは、一般人を選んだ際の処理が通常ルールと異なる。一般人の面で置いてあるトークンがあるならば、それを取り、通常と同じようにカードに置く。もしも一般人の面で置いているトークンが無い場合は、「時間トークンを2つ取って、一般人の面でそのカードに置く」。つまり、誤答の許容回数が指定されている。

デュエットでは、2人用となっているが、2チームに分かれさえすれば、3人以上でも遊ぶことは可能である。その場合、チーム間の相談は声を出さない方法（筆談等）で行われる必要がある。
また、デュエットに入っている単語カードは通常版のコードネームとともに混ぜて遊ぶことができる。ピクチャーズに差し替えて遊んでも、差支えはない。

## コードネーム・ディズニー
日本語版は2021年に発売された。パッケージカラーは青。通常版のコードネームのカードが、ディズニー用にすべて差し替えられており、ピクチャーズのような正方形のカードになっている。
このバージョンは、通常版とピクチャーズを平均したようなカードになっており、片面はディズニー映画のキャラクターやワンシーンなどの写真等が印刷されており、その裏は、それに関する単語が書かれている。
つまりこれ1つで、言葉版とピクチャーズ版の両方が楽しめる。
また、配置カードも、初心者用の4x4という、1周り小さいサイズのものが入っている。もちろん、5x5の通常と同じサイズも入っている。カードスタンドは、黒いミッキーマークのスタンドになっている。
通常のコードネームのルールと同じであるが、4x4のサイズの配置カードに限り「暗殺者」に当たる黒マスはどこにもない。ボードゲームに慣れていないプレイヤーがいる場合は、4x4で遊ぶことで、サドンデスの可能性を0にし、長く楽しむことができる。